# Square Émile Duployé
Pour les articles homonymes, voir Rue Émile-Duployé.
Le square Émile Duployé (en néerlandais : Émile Duployésquare) est un square bruxellois de la commune de Schaerbeek qui occupe un des quatre coins du carrefour formé par l'avenue Paul Deschanel et l'avenue Rogier.
La numérotation des habitations va de 1 à 6. et la rue Thiéfry lui fait face.
Ce square porte le nom d'un ecclésiastique français inventeur d'une méthode de sténographie, Émile Duployé, né à Liesse-Notre-Dame le 10 septembre 1833 et décédé à Saint-Maur-des-Fossés le 9 mai 1912.

## Historique
Au début du XXe siècle, la physionomie de l'actuel square Émile Duployé était fort différente : le chemin de fer de ceinture de Bruxelles-Nord à Bruxelles-Quartier-Léopold, actuelle ligne 161, empruntait un tracé plus à l'ouest et traversait à niveau l'avenue Rogier où se trouvait une gare ferroviaire (gare de la rue Rogier). À proximité du passage à niveau, une rue désormais disparue, la rue Van Haelen, obliquait pour rejoindre l'actuelle rue Eugène Smits.
À partir de 1902 fut décidé le déplacement du chemin de fer de ceinture et la suppression des nombreux passages à niveau. L’avenue Paul Deschanel fut réalisée sur l'emplacement du chemin de fer. La réalisation du nouveau chemin de fer coupa en deux la rue Van Haelen qui devint une impasse.
Une décision de 1919, transcrite par l'arrêté royal du 27 février 1924, prévoit la réalisation d'un square à l'angle de l'avenue Rogier et de l'avenue Paul Deschanel reprenant une courte partie de l'ancienne rue Van Haelen. L'acquisition des terrains nécessaires et le relogement des occupants des maisons à démolir reporta le percement de ce square à 1932.
L'actuel tracé du chemin de fer ainsi que de l'avenue Paul Deschanel sont visibles en pointillés sur une carte de Bruxelles datée de 1910 où figure la rue Van Haelen et l'ancien tracé du chemin de fer.

## Patrimoine architectural
Des immeubles de style moderniste ont été érigés entre 1935 et 1960 ; plusieurs d'entre-eux sont similaires à des immeubles bâtis à la même époque avenue Paul Deschanel.
À l'angle du Square Émile Duployé se trouve le plus ancien bâtiment, seul vestige de la rue Van Haelen. Il s'agit de deux anciennes maisons de style éclectique à quatre étages construites en 1902. Leur démolition était prévue dans le tableau des emprises de 1922 mais elles furent finalement intégrées au nouveau square. La disposition oblique des façades correspond à l'ancien tracé de la rue Van Haelen.